# 313. strelska divizija (ZSSR)
313. strelska divizija (izvirno rusko 313. стрелковая дивизия; kratica 313. SD) je bila strelska divizija Rdeče armade v času druge svetovne vojne.

## Zgodovina
Divizija je bila ustanovljena junija 1941 v Turkestanu.